# Strombosiopsis tetrandra
Strombosiopsis tetrandra là một loài thực vật có hoa trong họ Olacaceae. Loài này được Engl. miêu tả khoa học đầu tiên năm 1897.